# Sonketa Ridge
Sonketa Ridge (englisch; bulgarisch Хребет Сонкета Chrebet Sonketa) ist ein in ost-westlicher Ausrichtung 11,5 km langer, 4 km breiter, bis zu 1000 m hoher und größtenteils unvereister Gebirgskamm an der Danco-Küste des Grahamlands auf der Antarktischen Halbinsel. Er ragt aus den westlichen Ausläufern des Detroit-Plateaus auf und liegt teilweise auf der Reljowo-Halbinsel. Mit den Nordwesthängen des Razhana Buttress ist er nach Osten über den Zhelad Saddle verbunden. Der Sikorsky-Gletscher liegt nördlich, der Trepetlika-Gletscher südlich von ihm. 
Britische Wissenschaftler kartierten ihn 1978 Die bulgarische Kommission für Antarktische Geographische Namen benannte ihn 2014 nach der antiken thrakischen Ortschaft Sonketa im Westen Bulgariens.